# Chalandry
Chalandry ist eine französische Gemeinde mit 242 Einwohnern (Stand 1. Januar 2022) im Département Aisne in der Region Hauts-de-France (vor 2016 Picardie). Sie gehört zum Arrondissement Laon, zum Kanton Marle und zum Gemeindeverband Pays de la Serre.

## Geografie
Die Gemeinde Chalandry liegt am Nordwestrand der Landschaft Porcien am Fluss Souche, der nach wenigen Kilometern in die Serre mündet, 14 Kilometer nördlich von Laon. Umgeben wird Chalandry von den Nachbargemeinden Mortiers im Nordosten, Barenton-sur-Serre im Osten, Barenton-Cel im Süden, Chéry-lès-Pouilly im Südwesten sowie Crécy-sur-Serre im Westen und Nordwesten.

## Bevölkerungsentwicklung
| Jahr                       | 1962 | 1968 | 1975 | 1982 | 1990 | 1999 | 2006 | 2012 | 2021 |
| Einwohner                  | 248  | 240  | 233  | 230  | 225  | 222  | 210  | 236  | 250  |
| Quellen: Cassini und INSEE |      |      |      |      |      |      |      |      |      |

## Sehenswürdigkeiten
- Kirche Saint-Aubin
- Schloss von Chalandry, erbaut im 16. Jahrhundert, Monument historique seit 1927[1]

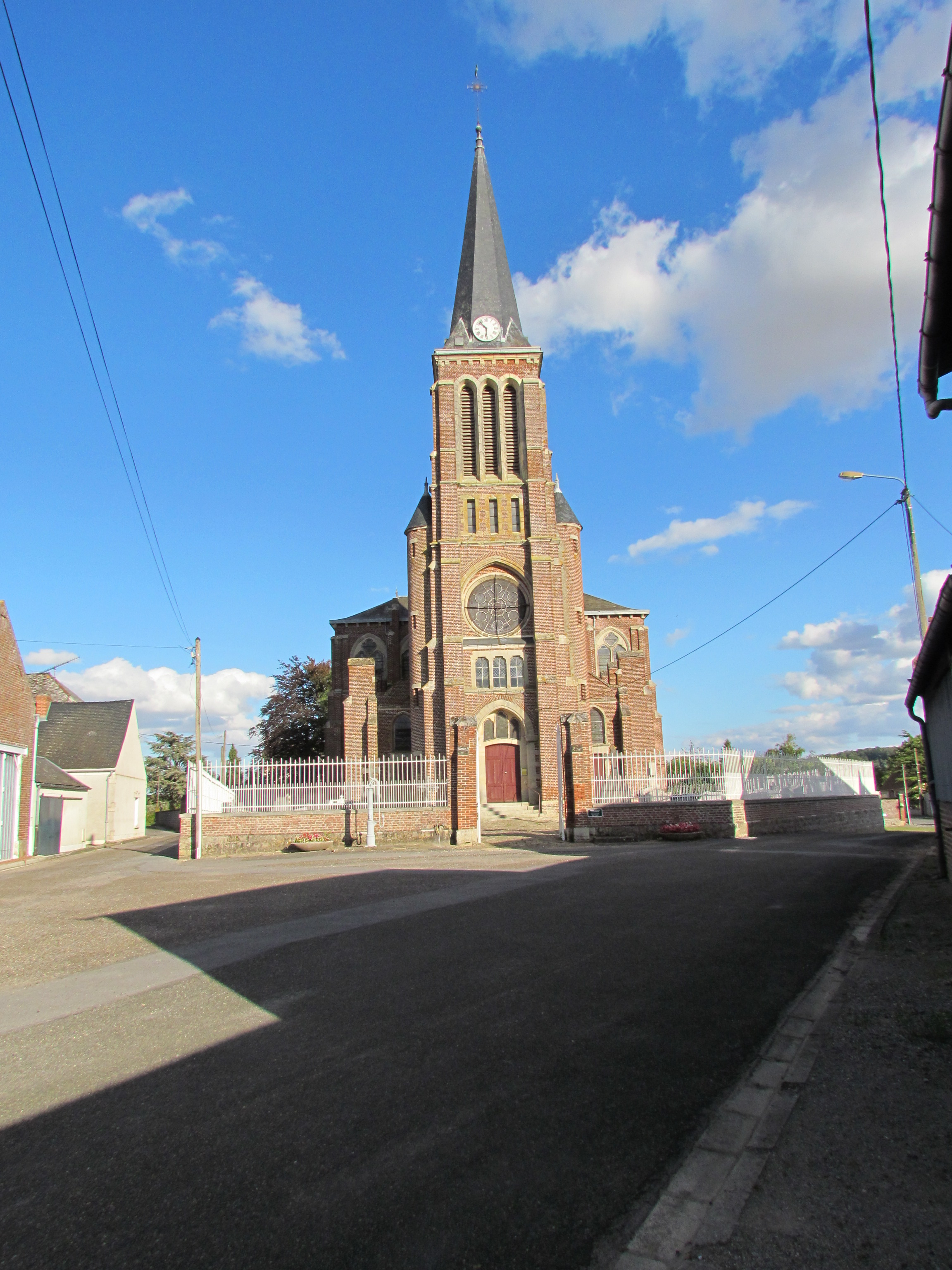
Kirche Saint-Aubin
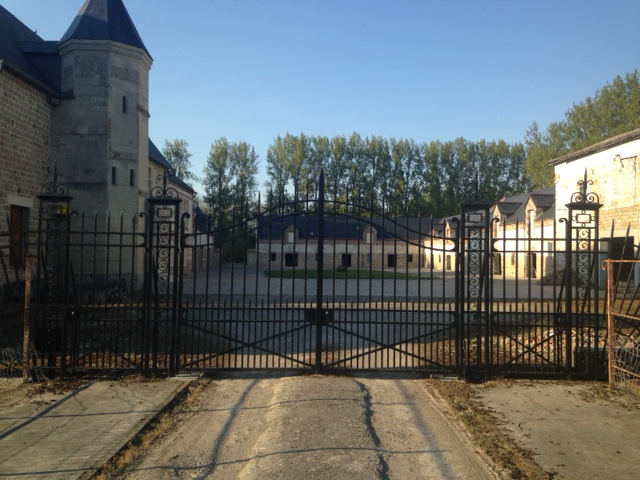
Château de Chalandry
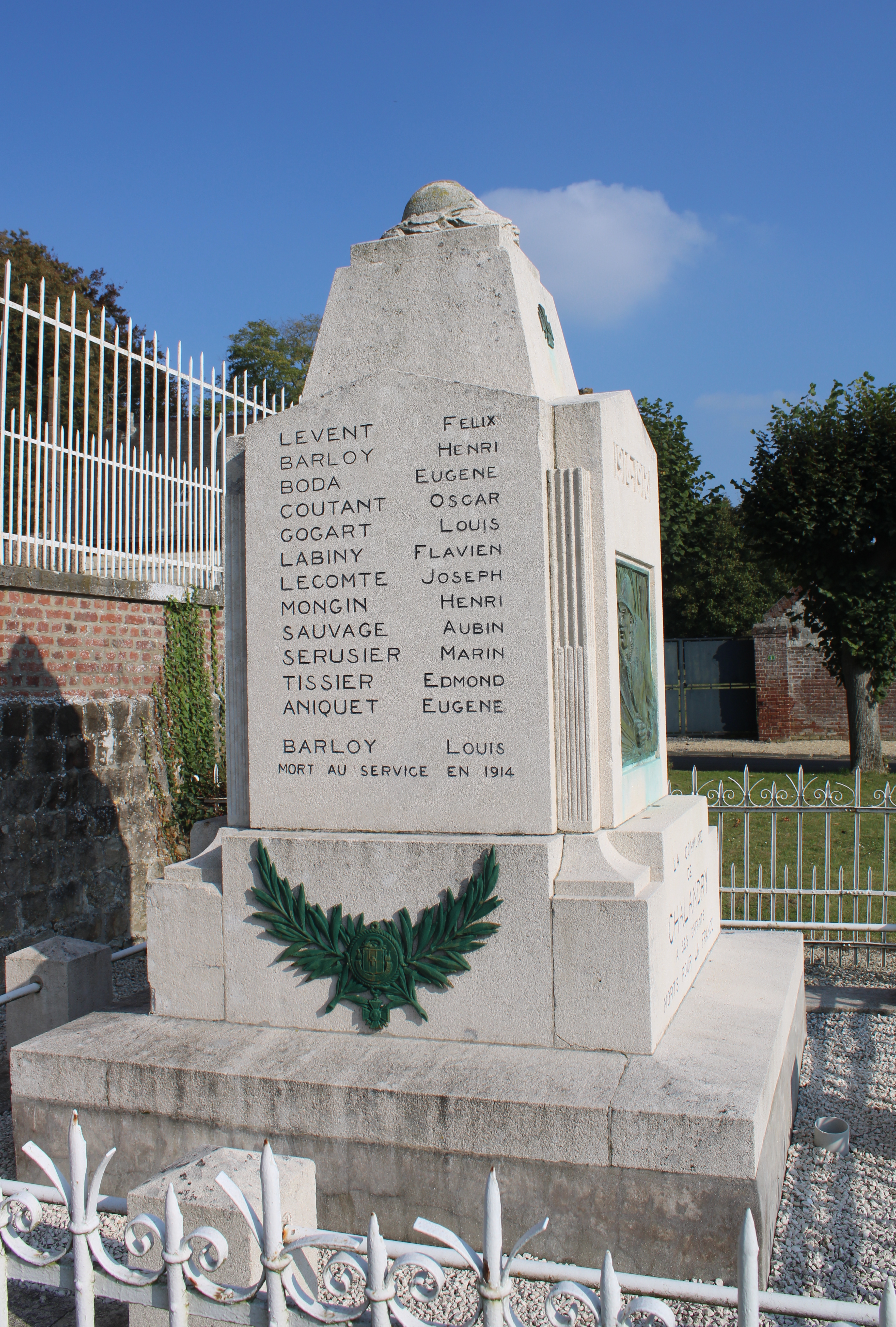
Gefallenendenkmal